# Джозеф Майкл Акаба
Джозеф Майкл Акаба (англ. Joseph Michael Acaba; нар. 17 травня 1967, Інґлвуд) — учитель, гідрогеолог і астронавт НАСА. Здійснив три космічних польоти.

## Освіта
У 1990 році Акаба отримав ступінь бакалавра з геології в Каліфорнійському університеті в Санта-Барбарі, а в 1992 році — ступінь магістра з геології в Університеті Аризони. Акаба був сержантом у Корпусі морської піхоти США, де прослужив 6 років. Працював гідрогеологом в Лос-Анджелесі, провів 2 роки в Корпусі миру і навчив більше 300 вчителів у Домініканській Республіці сучасним методам викладання. Також викладав у Даннеллонській середній школі і в Мельбурнській середній школі у Флориді.
У травні 2004 року Акаба був зарахований до групи підготовки астронавтів 19. Він став першим астронавтом, батьки якого родом з Пуерто-Рико. 10 лютого 2006 року він закінчив своє навчання.

## Космічні польоти
Перший політ. 15—28 березня 2009 був учасником місії STS-119 як «спеціаліст польоту — викладач». Метою місії була доставка і монтаж останньої секції S6 панелей сонячних батарей на МКС.
Другий політ. 15 травня 2012 — 17 вересня 2012 — бортінженер корабля «Союз ТМА-04М» і екіпажу МКС за програмою 31-ї і 32-ї основних експедицій.
Третій політ. 12 вересня 2017 — 28 лютого 2018 — бортінженер корабля «Союз МС-06» і екіпажу МКС за програмою 53-ї і 54-ї основних експедицій. Тривалість польоту — 168 діб.